# 長苗代站

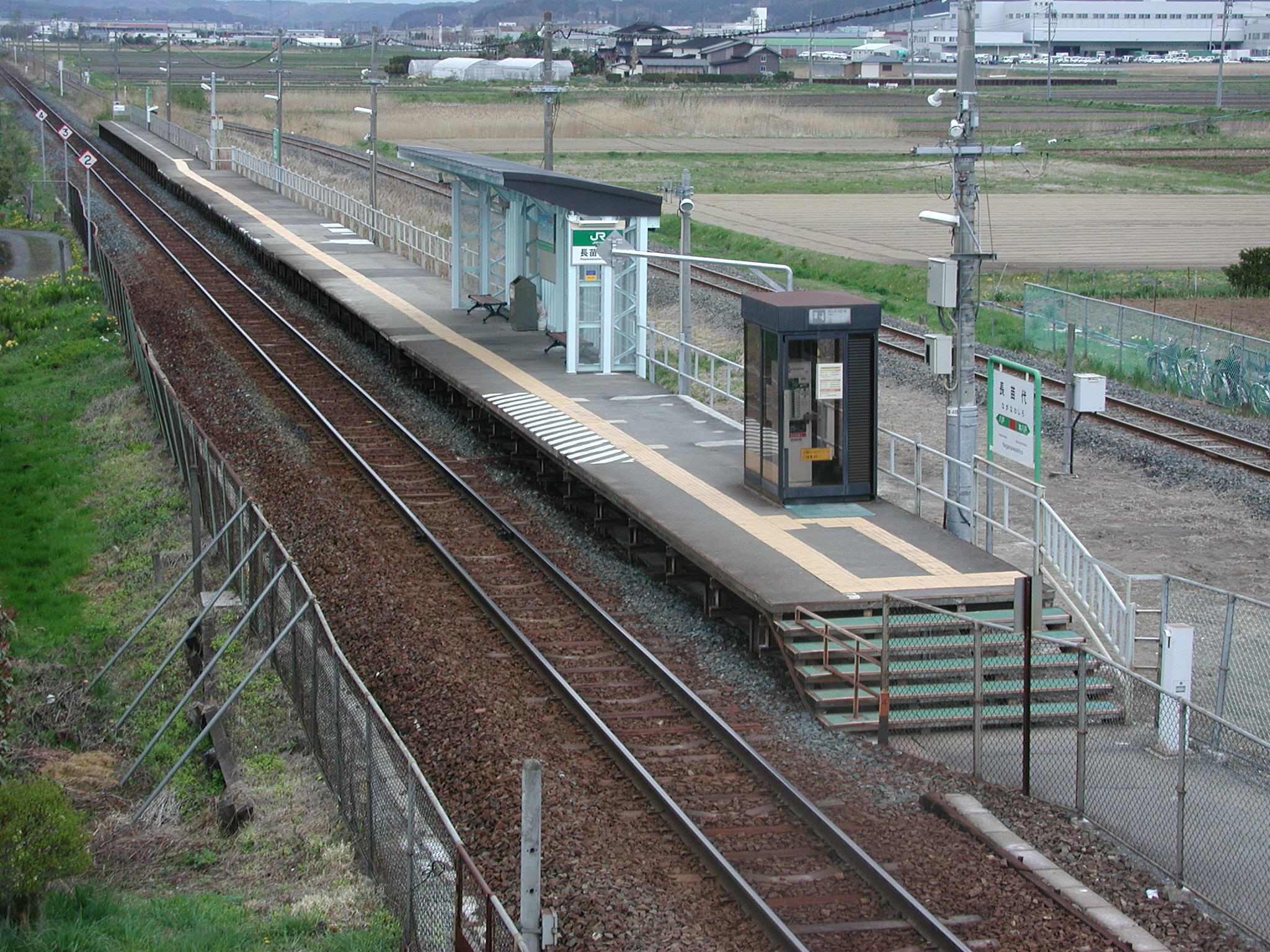
車站全景（2010年5月）
相片右邊設有八戶臨海鐵道並行。在跨線橋拍攝。

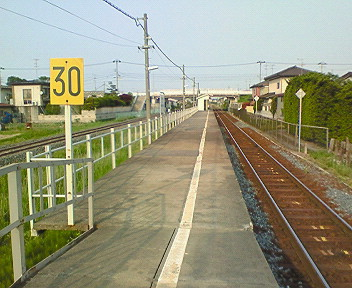
月台（2007年5月）

長苗代站（日语：／ Naganawashiro eki */?）是位於青森縣八戶市大字長苗代字島之前，東日本旅客鐵道（JR東日本）的八戶線車站。

## 歷史
- 1934年（昭和9年）6月1日：車站啟用[1]。
- 1987年（昭和62年）4月1日：伴隨國鐵分割民營化，車站由東日本旅客鐵道（JR東日本）營運[2][1]。
- 2015年（平成27年）12月1日：隨著本八戶站成為業務委託車站，廢除本八戶站站長、助理，此站由八戶站長管理。

## 車站構造
此站是地面車站，設有1面1線的單式月台。月台後方設有八戶臨海鐵道線並行。
此站是由八戶站管理的無人車站。車站入口連接國道104號長苗代跨線橋，與鐵路線相交。在跨線橋中央設有樓梯連接車站月台。建設跨線橋是為了解決幹線道路和鐵路線的平交道問題，於1962年10月開始使用。當時為市內首條陸地天橋。
月台上設有候車室和簡易自動售票機。車站是位於邊界，南邊為長苗代區域的上長（舊上長苗代村），北邊為長苗代區域的下長（舊下長苗代村）。

## 車站周邊
- 國道45號（八戶繞道（日语：八戸バイパス））
- 國道104號（日语：国道104号）（舊國道45號）
- 國道454號 (日本)
- 國土交通省東北地方整備局青森河川國道事務所八戶出張所
- 八戶下長簡易郵局
- 青森信用金庫（日语：青い森信用金庫）下長分店（舊・八戶信金（日语：八戸信用金庫）店）
- Sunday（日语：サンデー (ホームセンター)）八戶石堂店
- 八戶市立下長小學
- 馬淵川（日语：馬淵川）

## 巴士路線
最近的巴士站是「長苗代」。
- 八戶市營巴士（日语：八戸市営バス）
  - 中心街方向
    - □[C5] 前往中心街（八日町）（日语：八戸市中心市街地）
    - ■[P8] 前往Lapia（日语：八戸ラピア）（巴士中心）

  - 郊外方向
    - ■[K67] 前往高科技園（經下長）（※只於平日服務）
    - ■[K68] 前往多賀台團地（經河原木團地）
- 南部巴士（日语：南部バス）（岩手縣北自動車（日语：岩手県北自動車）南部分社）
  - 中心街方向
    - 八食200日圓以下巴士（日语：八食200円以下バス）：前往中心街（六日町）
    - ■[P8] 前往八戶（Lapia）（※只於平日服務）

  - 郊外方向
    - 八食200日圓以下巴士：前往八食中心（日语：八食センター）
    - ■[K140] 高館 五戶（經五戶站（日语：南部バス五戸営業所）前往<五戶>中央）（※只於平日服務）
- 十和田觀光電鐵
  - 中心街方向
    - □[C] 前往八戶（三日町）、■[P] 前往Lapia、八戶營業所（日语：十和田観光電鉄八戸営業所）（經八戶站<内舟渡〜八戶站之間不停站>）

  - 郊外方向
    - ■[K] 前往十和田市站（經下長）

## 相鄰車站
東日本旅客鐵道（JR東日本）
■八戶線
八戶－（八戶貨物站）－長苗代－本八戶

## 注腳
1. 1 2 3  曾根悟（監修）. 朝日新聞出版分冊百科編集部（編集） , 编. . 週刊朝日百科. 21号 釜石線・山田線・岩泉線・北上線・八戸線. 朝日新聞出版. 2009-12-06: 26 （日语）.
2. ↑  『交通年鑑 昭和63年版』 交通協力會，1988年3月。
3. ↑  「全線開通50周年 八戸線 駅人もよう 7 長苗代①」《Daily東北》2010年（平成22年）2月16日付7面。

## 外部連結
- 車站資訊（長苗代）：東日本旅客鐵道（日語）